# Sound of Hope
Sound of Hope (SOH) ist ein globaler, gemeinnütziger Anbieter von Radionachrichten, Nachrichtenanalysen, Lifestyle- und Kulturprogrammen. SOH wurde im Juni 2003 von einer Gruppe von Hi-Tech-Ingenieuren im Silicon Valley gegründet, die der buddhistischen Qigong-Schule Falun Gong angehören. Sie wollten ein chinesischsprachiges Medium schaffen, das unabhängig vom Druck beziehungsweise Einfluss der chinesischen Regierung ist. Im Laufe der Zeit wandelte sich Sound of Hope in das erste öffentliche chinesische Rundfunknetz, das über UKW-, MW- und Kurzwellenstationen, mobile Apps und Web-Streaming ausgestrahlt wurde, und relevante Nachrichten und Informationen für die lokalen chinesischen Gemeinden, die sie erreicht, bereitstellte. Mittlerweile verfügt das Unternehmen über operative Teams in Nordamerika, Asien, Australien und Europa.
Die Radioprogramme von Sound of Hope werden hauptsächlich in chinesischen Varianten (Mandarin und Kantonesisch) ausgestrahlt. SOH hat hierbei zwei Hauptsendebereiche. Der eine (Sound of Hope USA) versorgt chinesische Gemeinden in den USA und in Übersee über UKW, MW und mobile Apps, der andere (Sound of Hope China) versorgt Festlandchina über Kurzwelle. Allerdings gibt es auch eine spanischsprachige Webseite von SOH. Von 2006 bis 2009 übertrug das österreichische Radio FRO (Freier Rundfunk Oberösterreich) aus Linz die Sendereihe Sound of Hope / Chinamagazin in Deutsch und Chinesisch, mit 216 Sendungen, deren Hauptschwerpunkte Menschenrechtsthemen aus China behandelten.

## Sound of Hope USA
Die Ausstrahlung in den USA und Übersee begann 2003 über den Hauptsitz in der San Francisco Bay Area of California. In der San Francisco Bay Area sendet Sound of Hope über KSQQQ FM 96.1, KVTO AM 1400 und KQEB-LP FM 96.9 und hat sich zum größten chinesischen Radio in der Region entwickelt, das während der Hauptzeiten Nachrichten, Musik und Informationen über das tägliche Leben der Einheimischen sendet. Seine Nachrichten umfassen eine Reihe wichtiger Themen, die zum einen von besonderem Interesse für lokale chinesische Zuhörer sind, wie SCA-5-Debatte, kalifornische Dürre, Stadtsanierung in der Bay Area, Wahlbeteiligung und bürgerschaftliches Engagement usw., zum anderen allgemeines öffentliches Interesse betrifft, wie Gesundheitsthemen, Gartenarbeit, Auto, Kindererziehung, persönliche Finanzen, Heimwerkerausbildung etc., aber auch Menschenrechtsthemen mit Bezug zu China. SOH stellt seine Programme auch einer Gruppe lokaler öffentlicher chinesischsprachiger Radios in den USA zur Verfügung.
Sound of Hope versteht sich als Brücke zwischen den überwiegend geschlossenen chinesischen Gemeinschaften und dem Mainstream Amerikas. Es ist der einzige chinesische Radiosender, der regelmäßig englischsprachige Interviews durchführt, bei denen die Moderatoren die Inhalte direkt in die chinesische Sprache übersetzen und bei Anrufen dann umgekehrt. Seine wichtigsten Sendungen sind Engage America, Wealth Talk, Car Talk, Garden Talk und Home Improvement, Legal Talk und Weekly News Magazine.

## Sound of Hope China
Der chinesische Radiosender Sound of Hope startete im Januar 2004 seine Ausstrahlung nach China. Er strahlt rund um die Uhr über Kurzwelle auf das chinesische Festland aus und sendet täglich Nachrichten, Interviews und Kommentare nach China. SOH positioniert sich als unzensierte und unabhängige Alternative zu den von der chinesischen Regierung kontrollierten Medien und umfasst ein breites Themenspektrum, wie ausgegrenzte Menschen, Umweltverschmutzung, Lebensmittelsicherheit und Menschenrechtsfragen.

## Mobile Apps
Die beiden Sender haben jeweils eine eigene Website, um vor allem Chinesen in Festlandchina und aus Übersee zu versorgen. Die Sender verfügen auch über Apple- und Android-Apps, die frei erhältlich sind und installiert werden können, wenn man nach „SOH“ im iTunes Store und in Google Play sucht.